# 国鉄ヨ9000形貨車
国鉄ヨ9000形貨車（こくてつヨ9000がたかしゃ）は、日本国有鉄道（国鉄）が1968年（昭和43年）に製造した高速度対応の試作事業用貨車（車掌車）である。

## 概要
昭和40年代初期、高度成長に伴う道路整備の進捗や相次ぐ高速道路の開通により、道路輸送、特にトラックによる貨物輸送は著しい伸びを示してきており、この道路輸送への対抗や、旅客列車の電車化による速度向上にあわせて、今まで高速化には無縁であった貨物列車にも高速化が要求されていた。その貨物列車高速化の先駆けとして登場したのが、EH10形電気機関車牽引による高速貨物列車であり、その花形ともいえる存在が1959年（昭和34年）汐留 - 梅田駅（現・梅田信号場）間において運転を開始した日本初の高速コンテナ特急貨物列車「たから」号であった。
コンテナ列車は、その高速性や直行便による到着日時の確実性（一般の貨物列車は操車場をいくつも経由し解結しながら継走されるため、荷が到着するのに時間を要し、到着日時が不確定なことも多かった）から、荷主から好評を得て増発や新設が行われたが、一方で、一般の貨物列車にも同様の高速化が求められるようになってきていた。また、この当時高速列車に使用されていた10000系高速貨車の緩急車は、コキフ10000形かレムフ10000形しかなかったため、コンテナ列車と鮮魚貨物列車の両方に使用できる単独の車掌車が望まれていた。
このようなことから、二軸貨車の高速化を目的として、1968年（昭和43年）に川崎車輛と汽車製造で各1両、計2両（ヨ9000、ヨ9001）が試作されたのが本形式である。

## 構造
本形式は、二軸車で時速100kmの走行を可能とするために、従来の二軸貨車の標準であった重ね板バネ支持の二段リンク式軸箱支持装置を一新し、新幹線0系電車のIS式に類似した一枚板バネ式軸箱支持装置を採用して、高速化へ対応しているのが特徴である。本車の軸箱支持装置はIS式（もしくはミンデンドイツ式）と似た構造をもち、軸箱を左右1枚ずつの板バネで支持しているが、軸バネについては荷重の関係等もあり軸箱直上の1本（IS式は軸箱両側に各1本ずつ計2本）とされ、IS式の2本の軸バネがある位置には案内筒が置かれている。
車体は、当時の標準的車掌車であるヨ6000形にほぼ準じた構成となっているが、窓にはユニットサッシを採用し、長時間無停車の高速列車への使用が想定されていたことや労働環境改善のために、新造された車掌車としては初めてトイレが設置された（トイレ用水タンクは、床下ではなくトイレ前室内天井部に設置されている）。また室内装置も、トイレが設置されて室内スペースが減少したことや、車掌の乗務状況を反映して執務机・椅子も1人分、長椅子も2人分に減らされている。
10000系高速貨車に連結されることが想定されていたため、連結器こそ10000系のような空気管付密着自動連結器は採用されなかったが、元空気溜め管引き通しと電磁自動空気ブレーキのジャンパ栓は設置された。
車体の塗色は、当初黒。後に青15号に変更され、さらに走行試験後は65km/h制限車を示す黄1号の帯が巻かれるようになった。

## 運用等
本形式は、二軸車高速化の期待を担って登場したものの、走行試験の結果は期待したほどの成果を挙げることができず、その後車体色が黒から青15号に65km/h制限車を示す黄色1号の帯を巻いた姿（65km/h制限車は形式の前に小さい「ロ」が付けられた事から「ロ車」と通称される。本形式の場合“ロヨ”と標記）となり、香椎貨車区に配属され北九州地区（筑豊地区の石炭列車または石灰石列車が主）で限定運用された。
ヨ9000については、その後走り装置を試作高速一軸ボギー台車TR903に改造し、さらにTR903Aに再改造を行って、試験において110km/h走行可能という性能が確認されたものの、結局量産化はされなかった。
1987年（昭和62年）形式消滅し、JRへは継承されなかった。

## 現状

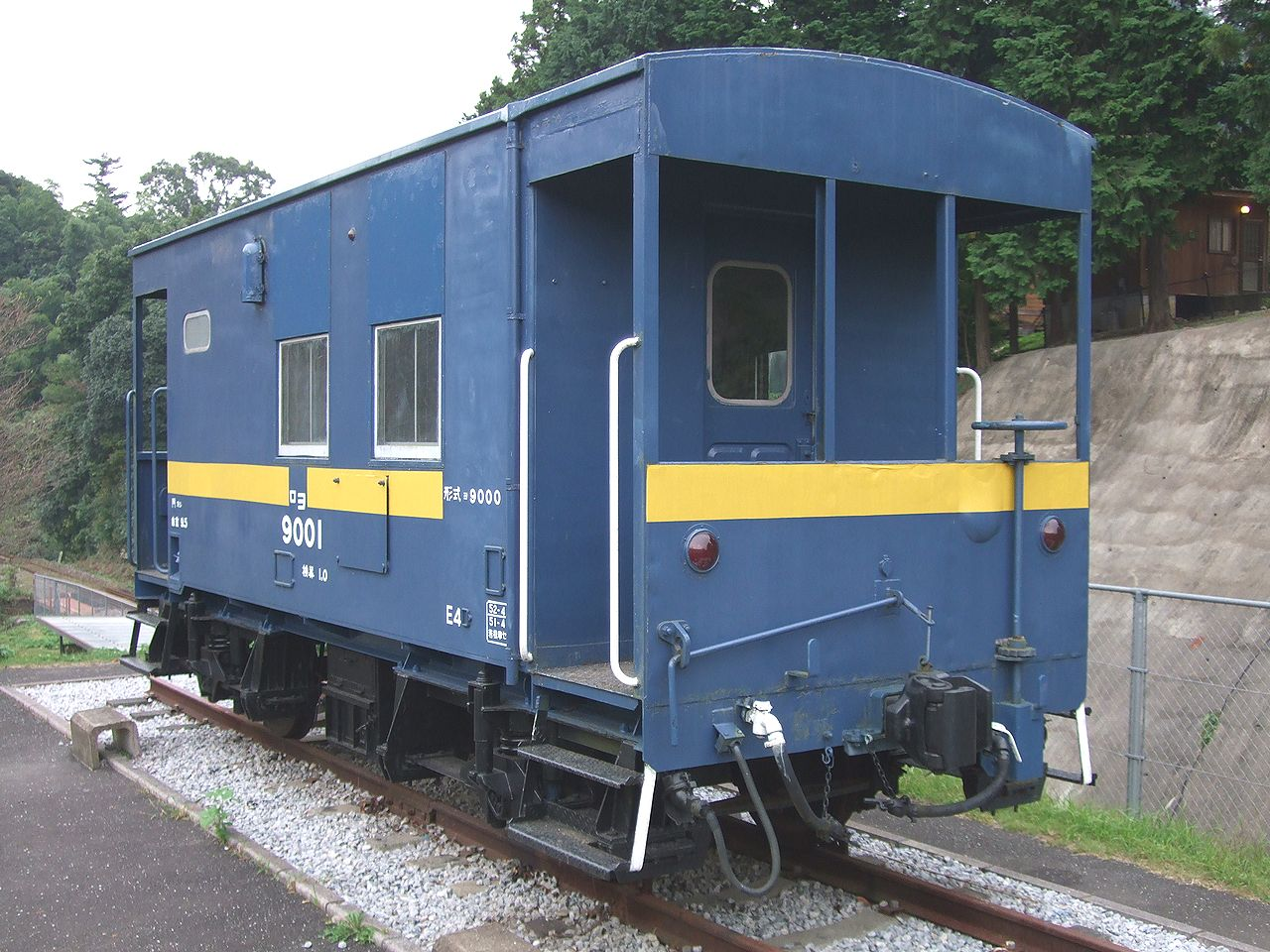
2013年2月11日時点の姿

本形式のうちヨ9001は、用途廃止後も保存予定車両として東小倉貨物駅にて保管された。その後、2000年（平成12年）に「ふるさと鉄道保存協会」に譲渡され、2002年7月28日より同会の手によって福岡県田川郡赤村の「源じいの森」で維持・保存されている。保存にあたって車体色は青15号で黄色帯は消された。2006年（平成18年）に全塗装がなされた際も青15号一色となっていたが、2011年（平成23年）に再び全塗装がなされ、黄帯が巻かれ標記類も廃車直前の姿に戻された（廃車時の運用板には黄帯は巻かれていなかった）。